# Lichtelfen

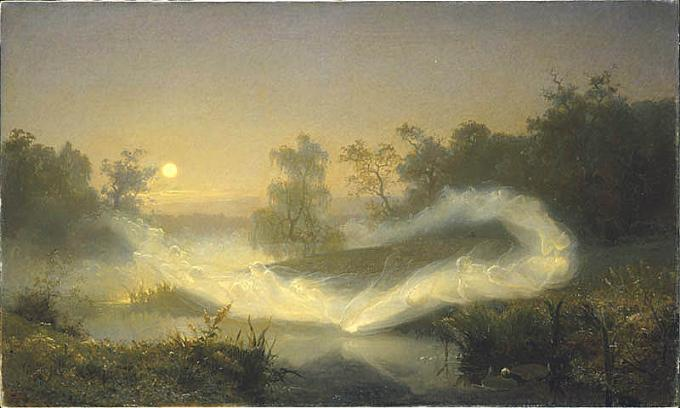
August Malmström: Elfenspel, 1866

Lichtelfen (Oudnoors Ljòsálfar) zijn in de Noordse mythologie beschreven als Alven, die als lichtgeesten of natuurgeesten in het licht leven. Hun functie is het om overal het leven op te wekken. Ze zijn mooi en licht en vertegenwoordigen de zichtbare vruchtbaarheid van de natuur. Ze bestonden al voor er Asen ontstonden, maar zouden later bij hen in dienst treden. De vruchtbaarheidsgod Freyr kreeg de leiding over deze wezens.
Volgens de IJslandse auteur van de 'jonge' Edda, Snorri Sturluson, zijn lichtelfen mooi om te zien en is hun licht helderder dan de zon. Hun verblijfplaats is Lichtalfheim of Ljossalfheimr. Sturluson benadrukt het grote verschil in verschijningsvorm en aard tussen de Lichtelfen en hun tegenpool, de Svartalfer.